# Lily Yulianti Farid

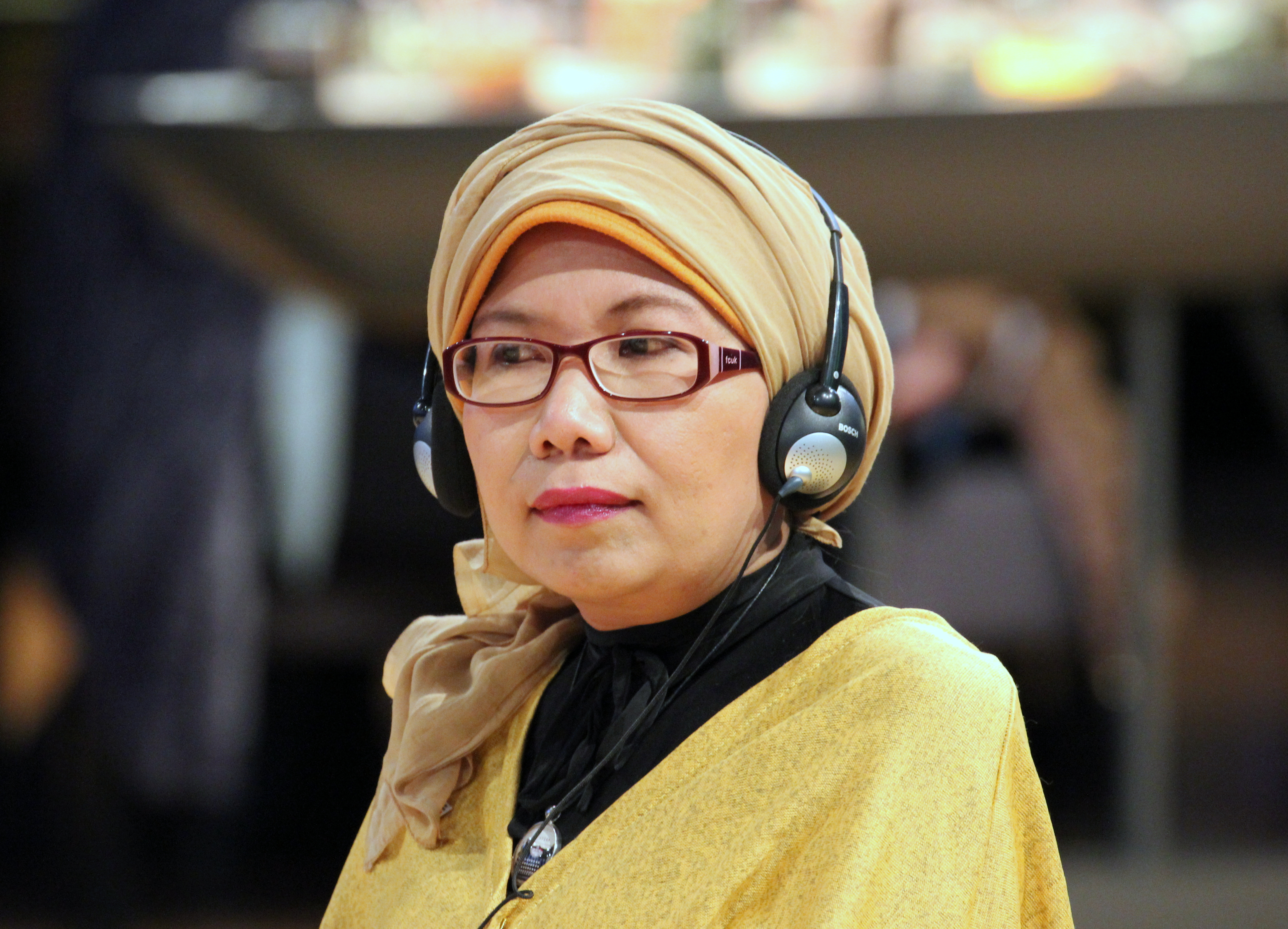
Lily Yulianti Farid auf der Frankfurter Buchmesse (2015)

Lily Yulianti Farid (geboren 16. Juli 1971 in Makassar; gestorben 10. März 2023 in Melbourne) war eine indonesische Schriftstellerin und Journalistin.  

## Leben
Lily Yulianti Farid studierte Agrartechnik an der Hasanuddin-Universität in Makassar und arbeitete von 1996 bis 2000 als Journalistin bei der Tageszeitung KOMPAS. Ab 2001 lebte sie vorwiegend in Australien und studierte in einem Magisterstudium "Gender and Development" an der University of Melbourne. In Melbourne arbeitete sie von 2001 bis 2004 journalistisch für Radio Australia online  und von 2004 bis 2009 für den japanischen Sender NHK. Auf der von ihr betriebenen indonesischen Website Panyingkul! veröffentlichte sie Texte über Frauenrechte, Korruption und andere Themen, deren erste Sammlung Makkunrai 2006 gedruckt wurde. 2008 erschien eine zweite Sammlung journalistischer Texte unter dem Titel Maiasaura. 
Farid gründete 2011 das jährliche Literaturfestival Makassar International Writers Festival (MIWF).

## Werke (Auswahl)
Indonesische Titel in englischer Transliteration
- Makassar di Panyingkul! Makassar: Panyingkul, 2007. ISBN 9789791644808
- (Hrsg.): Indonesia di Panyingkul. Makassar: Panyingkul!, 2008 ISBN 978-979-16448-1-5
- Maiasaura. Makassar: Panyingkul, 2008 ISBN 978-979-16448-1-5
- (Hrsg.): Makkunrai dan 10 kisah perempuan lainnya. Makassar: Nala Cipta Litera, 2008 ISBN 978-602-8003-07-0
- (Hrsg.): Winarni KS: Makassar dari jendela pete-pete : catatan seorang pengguna jalan. Makassar: Panyingkul, Inninawa, 2009 ISBN 978-602-95231-0-2
- (Hrsg.) Kamaruddin Azis: Semesta Galesong : senarai catatan seorang warga. Makassar: Panyingkul, Inninawa, 2009 ISBN 978-979-98499-9-1
- Family room. Übersetzung ins Englische John H. McGlynn. Einführung Melani Budianta. Jakarta : The Lontar Foundation, 2010 ISBN 9789798083808
- Ayahmu bulan, engkau matahari : kumpulan cerpen. Kurzgeschichten. Jakarta : Gramedia Pustaka Utama, 2012